# Kim Robillard
Kim Robillard (* 16. Juni 1955 in Birmingham, Alabama) ist ein US-amerikanischer Schauspieler.

## Leben und Wirken
Kim Robillard wuchs in Birmingham im Bundesstaat Alabama auf. 
Nachdem er eine professionelle Schauspielausbildung absolvierte, hat Robillard als Schauspieler seit 1986 in über 60 Film-und-Fernsehproduktionen mitgewirkt, darunter auch in einer Vielzahl von Fernsehserien wie beispielsweise in Matlock, Akte X – Die unheimlichen Fälle des FBI, Navy CIS, The Mentalist, Criminal Minds, CSI: Miami oder Bones – Die Knochenjägerin. Robillard wirkte zudem in Filmen wie Rain Man, Presidio, Cliffhanger – Nur die Starken überleben, Breakdown, Terminator 3 – Rebellion der Maschinen oder in Django Unchained mit, zumeist allerdings in Nebenrollen.

## Deutsche Synchronisation
Kim Robillard hat in der deutschen Synchronfassung keinen Standardsprecher und wurde bisher unter anderem von Helmut Gauß, Lutz Mackensy, Joachim Tennstedt, Martin Keßler, Lothar Blumhagen, Kaspar Eichel, Kai Taschner, Michael Rüth, Hans-Rainer Müller oder Erich Räuker gesprochen.

## Filmografie (Auswahl)
- 1986: Polizeirevier Hill Street (Fernsehserie, 1 Folge)
- 1987: Matlock (Fernsehserie, 1 Folge)
- 1988: Presidio
- 1988: Rain Man
- 1991: Zurück in die Vergangenheit (Fernsehserie, 1 Folge)
- 1991: Hook
- 1993: Wunderbare Jahre (Fernsehserie, 1 Folge)
- 1993: Cliffhanger – Nur die Starken überleben
- 1996: The Fan
- 1997: Breakdown
- 1997: JAG – Im Auftrag der Ehre (Fernsehserie, 1 Folge)
- 1998: Das Mercury Puzzle
- 1998: Akte X – Die unheimlichen Fälle des FBI (Fernsehserie, 1 Folge)
- 1998: Team Knight Rider (Fernsehserie, 1 Folge)
- 1998: Verliebt in Sally
- 1998: Pretender (Fernsehserie, 1 Folge)
- 1999: Will & Grace (Fernsehserie, 1 Folge)
- 2003: Terminator 3 – Rebellion der Maschinen
- 2003: CSI: Vegas (Fernsehserie, 1 Folge)
- 2003: Eine himmlische Familie (Fernsehserie, 3 Folgen)
- 2004: CSI: Miami (Fernsehserie, 1 Folge)
- 2005: Welcome, Mrs. President (Fernsehserie, 1 Folge)
- 2008: Without a Trace – Spurlos verschwunden (Fernsehserie, 1 Folge)
- 2008: Bones – Die Knochenjägerin (Fernsehserie, 1 Folge)
- 2010: Dexter (Fernsehserie, 1 Folge)
- 2011: Justified (Fernsehserie, 1 Folge)
- 2011: The Mentalist (Fernsehserie, 1 Folge)
- 2012: Django Unchained
- 2012: Criminal Minds (Fernsehserie, 1 Folge)
- 2015: Navy CIS (Fernsehserie, 1 Folge)
- 2020: Dirty John (Fernsehserie, 1 Folge)
- 2021: Zeit der Sehnsucht (Fernsehserie, 2 Folgen)